# Боброве Болото
Бобро́ве Боло́то — загальнозоологічний заказник місцевого значення в Україні. Розташований у межах Коростишівського району Житомирської області, між селами Рудня і Туровець. 
Площа 56 га. Статус надано згідно з рішенням Житомирського облвиконкому від 07.03.1991 року № 68. Перебуває у віданні ДП «Коростишівське ЛГ» (Смолівське лісництво, кв. 117). 
Статус присвоєно з метою охорони природного комплексу, до якого входять озера і болота, що з'єднані між собою каналами. Місце поселення бобрів, ондатри. Водяться також видра, норка, борсук. Трапляється змієїд. У болотах та озерах живе бл. 30 видів риб, плазунів, амфібій.